# Oum Sahaouine
Oum Sahaouine (também escrito Oum Sahouine) é uma vila na comuna de El Oued, no distrito de El Oued, província de El Oued, Argélia.
A vila está localizada a dezoito quilômetros ao sudeste da cidade de El Oued, e é acessível por uma estrada local ao sul da rodovia N16.